# Alexandre Coutinho Lopes de Brito Palma

Bischofswappen von Alexandre Coutinho Lopes de Brito Palma

Alexandre Coutinho Lopes de Brito Palma (* 11. August 1978 in São Jorge de Arroios) ist ein portugiesischer römisch-katholischer Geistlicher, Theologe und Weihbischof in Lissabon.

## Leben
Alexandre Coutinho Lopes de Brito Palma nahm 1996 zunächst am Instituto Superior Técnico der Universität Lissabon ein Studium der Ingenieurwissenschaften auf. Von 1999 bis 2005 studierte er Philosophie und Katholische Theologie an der Katholischen Universität Portugal in Lissabon. Dort erlangte er 2005 mit der Arbeit O homem, pessoa em Cristo. Da Trindade à antropologia na teologia de Ioannis Zizioulas („Der Mensch, Person in Christus. Von der Trinität zur Anthropologie in der Theologie von Ioannis Zizioulas“) einen Abschluss im Fach Katholische Theologie. Daneben absolvierte er pastorale Praktika in den Pfarreien in Milharado, Gradil und Vila Franca do Rosário sowie am propädeutischen Seminar des Patriarchats von Lissabon. Am 2. Juli 2006 empfing er in der Klosterkirche des Mosteiro dos Jerónimos durch den Patriarchen von Lissabon, José da Cruz Kardinal Policarpo, das Sakrament der Priesterweihe für das Patriarchat von Lissabon.
Nach der Priesterweihe war Alexandre Coutinho Lopes de Brito Palma zunächst als Pfarrvikar der Pfarrei Nossa Senhora do Cabo in Linda-a-Velha tätig. Daneben erwarb er 2007 an der Katholischen Universität Portugal in Lissabon mit der von Henrique de Noronha Galvão betreuten Arbeit Entre Charybdis e Scylla: a determinação do conceito trinitário de persona até à sua definição na Summa Theologiae de São Tomás de Aquino („Zwischen Charybdis und Skylla: die Bestimmung des trinitarischen Persona-Begriffs bis zu seiner Definition in der Summa Theologiae des Thomas von Aquin“) ein Lizenziat im Fach Systematische Theologie. 2008 wurde er für weiterführende Studien nach Rom entsandt, wo er 2012 an der Päpstlichen Universität Gregoriana bei Elmar Salmann OSB mit der Arbeit L’esperienza della Trinità e la Trinità nell’esperienza. Modelli di una loro configurazione („Die Erfahrung der Trinität und die Trinität in der Erfahrung. Modelle ihrer Konfiguration“) zum Doktor der Theologie im Fach Dogmatik promoviert wurde. Ab 2012 lehrte er als außerordentlicher Professor Christologie und Trinitätslehre an der Katholischen Universität Portugal in Lissabon. Außerdem koordinierte er die internationalen Beziehungen der Universität. Zudem fungierte er ab 2018 als Prodekan der Theologischen Fakultät der Katholischen Universität Portugal und ab 2021 auch als Direktor des Centro de Investigação em Teologia e Estudos de Religião (CITER). Darüber hinaus war er Gastprofessor an der Faculdade Jesuíta de Filosofia e Teologia in Belo Horizonte (August 2018), an der Katholischen Universität von Pernambuco in Recife (Februar bis März 2021) und an der Pontifícia Universidade Católica do Paraná in Curitiba (Oktober 2021). Ferner gehörte er der European Society for Catholic Theology und der Akademie der Wissenschaften von Lissabon sowie den Redaktionsteams der Zeitschriften Communio und Seminário de jovens cientistas an.
Neben seiner akademischen Tätigkeit wirkte Alexandre Coutinho Lopes de Brito Palma ab 2012 als Seelsorger am Oratório de Nossa Senhora das Amoreiras in Lissabon und als Studienpräfekt am Priesterseminar Cristo Rei in Olivais. Außerdem war er ab 2012 für die diözesane Kirchenzeitung Voz da Verdade tätig. Von 2012 bis 2013 und erneut ab 2023 gehörte er auch dem Priesterrat des Patriarchats von Lissabon an. 2016 wirkte er bei der Diözesansynode des Patriarchats mit und gehörte dem Synodensekretariat an. Überdies war er ab dem 12. Mai 2024 Domherr an der Kathedrale von Lissabon und ab dem 31. Mai desselben Jahres zusätzlich Präsident der Stiftung des Weltjugendtags 2023.
Am 14. Juni 2024 ernannte ihn Papst Franziskus zum Titularbischof von Tepelta und zum Weihbischof in Lissabon. Der Patriarch von Lissabon, Rui Manuel Sousa Valério SMM, spendete ihm und Nuno Isidro Nunes Cordeiro am 21. Juli desselben Jahres in der Klosterkirche des Mosteiro dos Jerónimos die Bischofsweihe; Mitkonsekratoren waren der emeritierte Patriarch von Lissabon, Manuel Kardinal Clemente, und der Präfekt des Dikasteriums für die Kultur und die Bildung, José Tolentino Calaça de Mendonça. Sein Wahlspruch Ad matutinum laetitia („Am Morgen herrscht wieder Jubel“) stammt aus Ps 30,6 .

## Schriften

### Monografien
- O homem, pessoa em Cristo. Da Trindade à antropologia na teologia de Ioannis Zizioulas. Katholische Universität Portugal, Lissabon 2005.
- Entre Charybdis e Scylla: a determinação do conceito trinitário de persona até à sua definição na Summa Theologiae de São Tomás de Aquino. Katholische Universität Portugal, Lissabon 2007.
- L’esperienza della Trinità e la Trinità nell’esperienza. Modelli di una loro configurazione (= Tesi gregoriana. Band 197). Editrice Pontificia Università Gregoriana, Rom 2013, ISBN 978-88-7839-242-7.
- A Trindade é um mistério, mas podemos falar disso. Paulinas Editora, São Paulo 2014, ISBN 978-989-673-415-2.
- O Mistério da Trindade. Falar de Deus junto de nós. Paulinas Editora, São Paulo 2018, ISBN 978-85-356-4412-8.
- Porquê a Teologia? Na universidade e espaço público. Universidade Católica Editora, Lissabon 2018, ISBN 978-972-54-0583-3.
- La Via-sacra della pandemia. Vita & Pensiero, Mailand 2020, ISBN 978-88-343-4225-1.

### Artikel
- A renovação contemporânea da teologia trinitária: contexto, aquisições e perspectivas. In: Didaskalia. Band 40, Nr. 1, 2010, S. 59–75 (ucp.pt [PDF; 135 kB]).
- Pai Nosso, itinerário para a reconciliação. Um documento do Groupe des Dombes. In: Communio. Band 23, Nr. 1, 2015, S. 91–99.
- Mito e remitização em Raimon Panikkar. In: Didaskalia. Band 45, Nr. 2, 2015, S. 203–219 (ucp.pt [PDF; 116 kB]).
- Orthodoxy and Heterodoxy in Modern Times: A Critical Dialogue with Gilbert K. Chesterton and Eduardo Lourenço. In: José Tolentino Calaça de Mendonça, Alfredo Teixeira, Alexandre Coutinho Lopes de Brito Palma (Hrsg.): Religion and Culture in the Process of Global Change: Portuguese Perspectives (= Cultural Heritage and Contemporary Change, Series VIII. Christian Philosophical Studies. Band 19). The Council for Research in Values and Philosophy, Washington, D.C. 2015, S. 99–112 (crvp.org [PDF; 1,3 MB]).
- Jesus: rosto da misericórdia. In: Juan Ambrosio (Hrsg.): A misericórdia de Deus. Coração pulsante do Evangelho. Universidade Católica Editora, Lissabon 2016, S. 104–123.
- O paradoxo vitória e derrota – vida e morte. In: Alfredo Teixeira, José Tolentino Calaça de Mendonça (Hrsg.): Desporto, Ética e Transcendência. Afrontamento, Porto 2016, S. 101–109.
- The Relation between Theology and Religious Studies. In: ET‑Studies. Band 8, Nr. 2, 2017, S. 371–376.
- O Homem. Para uma anatomia simbólica do humano. In: Eborensia. 2019, S. 33–48.
- O elogio do inacabado. In: Alfredo Teixeira, João Manuel Duque (Hrsg.): Desporto, Humanismo e Tecnologia. Universidade Católica Editora, Lissabon 2019, S. 21–28 (ucp.pt [PDF; 2,0 MB]).
- Lutero e a Cruz. Raízes, chave hermenêutica e posteridade de um tema teológico. In: Martins Alberto, Ana Paula Menino Avelar, Margarida sá Nogueira Lalanda, Paulo Catarino Lopes (Hrsg.): Martinho Lutero e Portugal: diálogos, tensões e impactos. Edições Húmus, Lissabon 2019, S. 23–35 (unl.pt [PDF; 5,7 MB]).
- Transcendence in the Kinanthropology of Manuel Sérgio. In: Revista de Estudos da Religião. Band 20, Nr. 1, 2020, OCLC 8617042232, S. 115–130 (pucsp.br [PDF; 134 kB]).
- Teologia europeia na contemporaneidade. Categoria, transformações e perspetivas. In: Ephata. Band 2, Nr. 2, 2020, OCLC 1405350247, S. 145–160 (ucp.pt [PDF; 147 kB]).
- Diversidade religiosa. In: José Manuel Constantino, Rui Proença Garcia (Hrsg.): Desporto e diversidade religiosa: caminhos para a paz. Visão e Contexto, Lissabon 2021, S. 35–43.
- Quale intelligenza per il ministero ordinato? In: La Rivista del Clero Italiano. Band 103, Nr. 1, 2022, S. 51–62.
- Laudato Si’ and Spatial Turn: A Theological Approach. In: Religions. Band 14, Nr. 9, 2023, OCLC 9993251993, S. 1–11 (mdpi.com [PDF; 276 kB]).
- Alexandre Coutinho Lopes de Brito Palma, Alfredo Teixeira: Introdução: Manuel Sérgio, um exegeta do corpo. In: Alexandre Coutinho Lopes de Brito Palma, Alfredo Teixeira (Hrsg.): Este é o meu corpo: teologia da motricidade humana. Universidade Católica Editora, Lissabon 2023, S. 9–12.
- On the soul and roots of European integration: purpose and metaphors. In: Annette Bongardt, Francisco Torres (Hrsg.): The Political Economy of Europe’s Future and Identity. Integration in crisis mode. European University Institute, Fiesole 2023, S. 18–29 (ucp.pt [PDF; 881 kB]).